# Kanton Saint-Cyr-sur-Loire
Saint-Cyr-sur-Loire is een kanton van het Franse departement Indre-et-Loire. Het kanton maakt deel uit van het arrondissement Tours.
Het kanton omvatte tot 2014 uitsluitend de gemeente Saint-Cyr-sur-Loire.
Bij de herindeling van de kantons door het decreet van 18 februari 2014
, 
met uitwerking op 22 maart 2015, werden daar de volgende gemeenten aan toegevoegd:
- Fondettes
- Luynes
- La Membrolle-sur-Choisille
- Saint-Étienne-de-Chigny